# Emericella desertorum
Emericella desertorum är en svampart som beskrevs av Samson & Mouch. 1974. Emericella desertorum ingår i släktet Emericella och familjen Trichocomaceae.   Inga underarter finns listade i Catalogue of Life.